# 美濃屋あられ製造本舗
株式会社美濃屋あられ製造本舗（みのやあられせいぞうほんぽ）は、あられの製造・卸を行う日本の企業。
戦後から海外へのあられの輸出を行っており、PB商品を含めグアム、サイパン、ハワイ、アメリカ本土、ヨーロッパなど世界中で食べられている。
商品の特徴は、濃口のしっかりとした味付けを基本にしている点にある。近年は横浜のメーカーとして「横濱らしい商品作り」を進めており、横濱001GOODSへの加盟や日本ナポリタン学会での活動も行っている。

## 沿革
- 1929年（昭和4年） - 小森商店創業
- 1937年（昭和12年） - 合資会社美濃屋あられ製造本舗発足
- 1952年（昭和27年） - 全国菓子大博覧会名誉金賞牌受賞
- 1954年（昭和29年） - 神奈川県指定銘柄に指定
- 1957年（昭和32年） - 株式会社美濃屋あられ製造本舗発足
- 1957年（昭和32年） - 全国菓子大博覧会有功金賞牌受賞
- 1965年（昭和40年） - 全国菓子大博覧会総裁賞受賞
- 1967年（昭和42年） - 第6回世界食品審査会金メダル受賞
- 1973年（昭和48年） - 台湾美濃屋有限公司設立
- 1979年（昭和54年） - 永谷園と取引開始
- 2001年（平成13年） - 社長が県民功労賞受賞
- 2007年（平成19年） - 神奈川県銘菓コンクールで「技 チーズおかき」が最優秀賞、「ハバネロ柿種」が奨励賞を受賞
- 2009年（平成21年） - 横濱ビア柿が第13期横濱001GOODSに選定

## 主力商品
- 柿の種
- ピー柿
- 羽衣（神奈川県指定銘菓商品）
- 和風ちーず餅（2007年神奈川県銘菓コンクール最優秀賞）
- 横濱ビア柿（第13期横濱001GOODS認定、2009年神奈川県銘菓コンクール奨励賞）
- 横浜ナポリタン（「恋するナポリタン 〜世界で一番おいしい愛され方〜」とプロモーションコラボ）
- 甘納豆屋さんの柿の種（2012年8月より新発売。小田原の清水甘納豆の廃業に伴い、製造元として販売を引き継ぐ）

## のれん分け
- 都筑区東方町にある株式会社美濃屋あられは、美濃屋あられ製造本舗からののれん分けであるが、現在では製造工場、製造方法、商品へのこだわりが異なるものになっている。